# Aleksander Dubček
Aleksander (Alexander) Dubček, češkoslovaški politik in državnik slovaškega rodu, * 27. november 1921, Uhrovec, Slovaška (tedaj Češkoslovaška), † 7. november 1992, Praga, Češka.
Dubček je mladost (od svojega 3. do 16. leta) preživel v Sovjetski zvezi. Med 2. svetovno vojno se je aktivno boril proti Tisovemu režimu in bil dvakrat ranjen v Slovaški vstaji 1944. V 50. letih je obiskoval politično šolo v Moskvi, ki jo je zaključil 1958. Leta 1963 postal prvi sekretar Komunistične partije Slovaške, 4. januarja 1968 pa je bil kot naslednik predsednika Antonína Novotnega izvoljen za prvega sekretarja Komunistične partije Češkoslovaške in s tem za dejanskega voditelja te države. Zavzemal se je za gospodarsko in politično liberalizacijo oziroma t. i. socializem s človeškim obrazom. Začela se je praška pomlad, 13. marca je Dubček odpravil cenzuro tiska in kmalu zatem izjavil, da bo nadaljeval reformno politiko, kar mu je prineslo široko popularnost in podporo ljudstva. S predsednikom republike Ludvikom Svobodo sta se zavzemala za socialistično-demokratično ureditev z uvedbo ustavno zajamčenih človekovih svoboščin. Liberalizacijo je ustavilo vkorakanje enot Varšavskega pakta pod vodstvom Sovjetske zveze, ki so po seriji "pogovorov", ob invaziji tudi z ugrabitvijo celotnega vodstva in njihovo prisilno privedbo v Moskvo prisilile češkoslovaško vodstvo v dejansko kapitulacijo.  Aprila 1969 je bil razrešen s položaja sekretarja in bil nato do oktobra še predsednik zvezne skupščine (federalna ureditev države, od začetka leta 1969 sestavljene iz Češke in Slovaške republike, je bila edina sprememba, ki je ostala iz leta 1968), leto pozneje pa izključen iz partije. Zaposlil se je kot običajen delavec v državnem gozdarskem podjetju. Podobno usodo je doživelo še ogromno število Čehov in Slovakov, ki se niso strinjali z  "normalizacijo". Tej je s sovjetsko podporo načeloval prav tako Slovak, Gustáv Husák. 
V politiko se je Dubček vrnil leta 1989 po padcu komunističnega režima in bil izvoljen za predsednika zveznega parlamenta demokratizirane Češkoslovaške. Umrl je za posledicami prometne nesreče še pred uradnim razpadom enotne države.